# Canthyloscelis claripennis
Canthyloscelis claripennis är en tvåvingeart som beskrevs av Edwards 1922. Canthyloscelis claripennis ingår i släktet Canthyloscelis och familjen reliktmyggor. Inga underarter finns listade i Catalogue of Life.